# Johan Jensen (boxeador)
Johan Holger Jensen (Aarhus, 30 de dezembro de 1898 – Aarhus, 26 de novembro de 1983) foi um boxeador dinamarquês que competiu nos Jogos Olímpicos de Verão de 1920.